# یوکوی شونان
یوکوی شونان ((به ژاپنی: 横井 小楠 Yokoi Shōnan); ۲۲ سپتامبر ۱۸۰۹ – ۱۵ فوریهٔ ۱۸۶۹) سیاستمدار، political theorist اهل ژاپن بود.